# John Murphy Farley
John Murphy Farley (ur. 20 kwietnia 1842 w Newtown Hamilton w Irlandii, zm. 17 września 1918 w Mamaroneck, Nowy Jork) – amerykański duchowny katolicki, arcybiskup rzymskokatolickiej diecezji w Nowym Jorku, kardynał.

## Życiorys
Wykształcenie teologiczne i filozoficzne zdobył w Monachium, Rzymie i Nowym Jorku.
Święcenia kapłańskie otrzymał 11 czerwca 1870. Był wikarym New Brighton na Wyspie Staten do 1872, kiedy został sekretarzem osobistym arcybiskupa Nowego Jorku. Towarzyszył arcybiskupowi w wyjeździe na konklawe w 1878, jednak do Rzymu dotarli już po wyborze papieża. W 1884 został dziekanem Nowego Jorku.
W latach 1891–1902 był wikariuszem generalnym administracji archidiecezji Nowego Jorku. Otrzymał tytuły papieskiego prałata domowego (1892) i protonotariusza apostolskiego (infułata, 1894). W listopadzie 1895 Leon XIII mianował go biskupem pomocniczym Nowego Jorku, a 21 grudnia 1895 biskupem tytularnym Zeugmy w Syrii. 15 września 1902 został wybrany na arcybiskupa Nowego Jorku, a 27 listopada 1911 papież Pius X ogłosił go kardynałem z kościołem tytularnym Santa Maria sopra Minerva.
John Murphy Farley wziął udział w konklawe w 1914. Był siódmym biskupem i czwartym arcybiskupem Nowego Jorku. Funkcję arcybiskupa pełnił aż do śmierci. Został pochowany w krypcie pod ołtarzem w katedrze św. Patryka w Nowym Jorku.